# Villophora
Villophora is een geslacht van schimmels uit de familie Teloschistaceae. De typesoort is Villophora isidioclada.

## Soorten
Volgens Index Fungorum telt het geslacht negen soorten (peildatum maart 2022):
| Soortnaam                | Auteur(s)                         | Publicatiejaar |
| ------------------------ | --------------------------------- | -------------- |
| Villophora darwiniana    | Søchting, Søgaard & Arup          | 2021           |
| Villophora erythrosticta | (Taylor) Wilk & Lücking           | 2021           |
| Villophora isidioclada   | (Zahlbr.) Søchting, Frödén & Arup | 2013           |
| Villophora maulensis     | (S.Y. Kondr. & Hur) Søchting      | 2021           |
| Villophora microphyllina | (Tuck.) S.Y. Kondr.               | 2015           |
| Villophora onas          | Søchting, Søgaard & Arup          | 2021           |
| Villophora patagonica    | Søchting & Søgaard                | 2021           |
| Villophora rimicola      | Søchting                          | 2021           |
| Villophora wallaceana    | Søchting & Søgaard                | 2021           |